# さよなら、小津先生
『さよなら、小津先生』（さよなら、おづせんせい）は、2001年10月9日から12月18日まで、フジテレビ系列「火9ドラマ」枠で放送されたテレビドラマ。主演は田村正和。

## 概要
職、名声、家族、財産を失った元エリート銀行マン・小津が再就職までの仕事として私立高校の臨時教師となり、若者たちと交流する様を描く学園ドラマ。
また、大人が子供に教えられ、成長していく姿を描いた作品でもある。
当初はコメディー色が強くなる予定だったが、脚本の君塚良一が第2話を執筆中に9・11事件が発生。衝撃を受け、「再生」をテーマに盛り込んだ、よりシリアスな内容に変更した。
3年後の2004年11月26日には、「金曜エンタテイメント」枠で女子バスケ部を舞台にした続編が放映された。

## キャスト
※生徒役で当時はまだそれほど知名度を獲得していなかったが、後に第一線で活躍する事になる若手の俳優・女優達が多数出演している。
小津南兵〈51〉
演 - 田村正和
政治経済教師、休職した加藤の代わりに英語も担当。バスケ部のコーチ。
東京都立日比谷戸塚山高校、慶應義塾大学経済学部卒の元エリート銀行マン。
加藤賢〈29〉
演 - ユースケ・サンタマリア
通称「カトケン」、英語教師、バスケ部の顧問。
足利みゅー〈26〉
演 - 瀬戸朝香
体育教師、前の学校で体罰でクビになる。怒ると手がでやすい。
鹿松まなび〈28〉
演 - 西田尚美
国語教師、続編では父が故人になり学園長になる。
横森一葉〈24〉
演 - 京野ことみ
美術教師、続編では産休中。
佐野宗男〈49〉
演 - 小日向文世
数学教師、2年の学年主任で生活指導担当。
鹿松哲郎〈58〉
演 - 谷啓
校長、まなびの父、続編では故人。
井本浩二
演 - 森山未來
2年1班生徒、バスケ部の部長。
秋本光
演 - 脇知弘
2年1班生徒、バスケ部員。
松沢淳
演 - 忍成修吾
2年1班生徒、バスケ部員、横森先生に好意を寄せていた。
長瀬健太
演 - 勝地涼
1年3班生徒、バスケ部員で父親から虐待されている。
大久保章夫
演 - 池田貴尉
演 - 2年1班生徒、バスケ部員。
三上剛
演 - EITA（現：永山瑛太）
2年1班生徒、バスケ部員。
神田未句
演 - 中川愛海
2年1班生徒、三上の彼女。
大野遙
演 - 一戸奈未
2年1班生徒、バスケ部員。
松沢孝正
演 - 中丸新将
淳の父。
篠田絵理
演 - 水川あさみ
小津の娘。
篠田静香〈45〉
演 - 余貴美子
小津の元妻。
島谷〈51〉
演 - 大杉漣
小津の銀行の元同僚。
柳沼
演 - 渡辺いっけい
演 - 他校教員、バスケ部顧問、チームの勝利のためには手段を選ばない。

### 続編のみ出演のキャスト
郷田静子
演 - 財前直見
元銀行員で、一葉の代わりに赴任してきた新米の美術教師。
森本クミの母親
演 - 木村多江
森本クミ
演 - 森田彩華
バスケ部員。
小山サヤカ
演 - 上野樹里
バスケ部員。
安田アヤコ
演 - 大久保綾乃
バスケ部員。
田口ユリア
演 - 貫地谷しほり
バスケ部員。
佐伯ワカナ
演 - 邑野未亜
バスケ部員。
恭一郎
演 - 竹下恭平

## スタッフ
- 企画 - 石原隆、鈴木吉弘
- 脚本 - 君塚良一
- 演出 - 平野眞、河野圭太、西谷弘（連続・SP）
- プロデューサー - 関口静夫
- 音楽 - 大島ミチル
- 主題歌 - aiko「おやすみなさい」
- 編成 - 長部聡介
- 演出補 - 北川学、宮脇亮
- 制作 - フジテレビ・共同テレビ

番組の最後で、スポンサーであるアサヒ飲料の缶コーヒー「WONDA」のスペシャルCMがオンエアされた。内容はスタッフが登場し、ドラマの感想や撮影裏話を語っているものであった。このシリーズの演出は、当時共同テレビCM部に所属していた小林義則が担当。

## 放送日程
| 各話                                                       | 放送日         | サブタイトル                                                                        | 演出     | 視聴率 |
| ---------------------------------------------------------- | -------------- | ----------------------------------------------------------------------------------- | -------- | ------ |
| 第1話                                                      | 2001年10月09日 | ふさわしくない男                                                                    | 平野眞   | 14.9%  |
| 第2話                                                      | 10月16日       | おかしな二人                                                                        | 平野眞   | 12.7%  |
| 第3話                                                      | 10月23日       | 小津先生、走る                                                                      | 河野圭太 | 15.8%  |
| 第4話                                                      | 10月30日       | 子供たちを信じる                                                                    | 平野眞   | 10.6%  |
| 第5話                                                      | 11月06日       | 先生と生徒の恋                                                                      | 河野圭太 | 10.2%  |
| 第6話                                                      | 11月13日       | 体罰を認めるのか                                                                    | 平野眞   | 9.6%   |
| 第7話                                                      | 11月20日       | 禁じられた遊び                                                                      | 河野圭太 | 9.8%   |
| 第8話                                                      | 11月27日       | 小津先生、怒る                                                                      | 平野眞   | 10.8%  |
| 第9話                                                      | 12月04日       | 小津先生、キレる                                                                    | 河野圭太 | 9.9%   |
| 第10話                                                     | 12月11日       | さよなら、小津先生                                                                  | 平野眞   | 11.1%  |
| 最終話                                                     | 12月18日       | 本当のさよなら                                                                      | 平野眞   | 11.7%  |
| 平均視聴率 11.6%（視聴率は関東地区・ビデオリサーチ社調べ） |                |                                                                                     |          |        |
| スペシャル                                                 | 放送日         | タイトル                                                                            | 演出     | 視聴率 |
| スペシャル                                                 | 2004年11月26日 | さよなら、小津先生 待望の新作! 親子の愛情が消えた… 両親に無視という虐待を受けた少女 | 西谷弘   | 11.5%  |

- 初回は21時 - 22時4分の10分拡大放送。
- 第3話は『日本シリーズ・第3戦』（ヤクルトスワローズ×大阪近鉄バファローズ）中継延長に伴い、60分繰り下げて22時 - 22時54分に放送された。

## 受賞歴
- 第31回ザテレビジョンドラマアカデミー賞[2]
  - 主演男優賞（田村正和）

## ロケ地
- 光蔭高等学園 - 品川エトワール女子高等学校（東京都品川区）
- 小津南兵と加藤堅が同居したアパート - 東京都新宿区高田馬場